# Траян Бъсеску
Траян Бъсеску (на румънски: Traian Băsescu) е румънски политик, президент на Румъния от 2004 до 2014 г. Член на Европейския парламент от Народно движение/ЕНП от 2 юли 2019 г.
Лидер на Демократическата партия от 2001 до декември 2004 г. Министър на транспорта в правителствата на Петре Роман, Теодор Столожан, Виктор Чорбя, Раду Василе и Мугур Исъреску (1991 – 1992 и 1996 – 2000). От юни 2000 г. до декември 2004 г. е кмет на Букурещ.
През 2004 г. кандидатства за президент от името на съюза между Националлибералната партия и Демократическата партия (Алианс Справедливост и истина), печели изборите и става президент на Румъния.
На 19 април 2007 румънският парламент отстранява временно Траян Бъсеску от длъжността му. На 20 април Конституционният съд на Румъния потвърждава вота и временен президент на Румъния става Николае Въкърою (в качеството му на председател на Сената) – до провеждането на референдум на 19 май 2007, който отхвърля процедурата по импийчмънт. Бъсеску е първият и единствен президент в историята на Румъния, който официално е отстраняван от длъжността си, и то два пъти. През 2012 г. Бъсеску отново е отстранен от парламента и е насрочен референдум за 29 юли 2012. Процедурата за импийчмънт отново е отхвърлена от румънците, като за разлика от референдума през 2007 този път не се изисква праг на участие. Бъсеску остава на власт до края на втория си мандат през декември 2014 г.